# Hisham Nashabeh
 Hisham Nashabeh , arabisch هشام نشابة/ Hischām  Naschābah (geb. 1931 in Tripolis) ist ein libanesischer muslimischer Geistlicher. Er ist Vorsitzender des Board of Higher Education und Dean of Education des Islamischen Vereins für wohltätige Zwecke (Makassed Association / جمعية المقاصد الخيرية الإسلامية) mit Sitz in Beirut, Libanon.
2009 wurde er in der Liste der 500 einflussreichsten Muslime des Prinz-al-Walid-bin-Talal-Zentrums für muslimisch-christliche Verständigung der Georgetown University und des Royal Islamic Strategic Studies Centre von Jordanien aufgeführt.
Er war einer der 138 Unterzeichner des offenen Briefes Ein gemeinsames Wort zwischen Uns und Euch (engl. A Common Word Between Us & You), den Persönlichkeiten des Islam an „Führer christlicher Kirchen überall“ (engl. "Leaders of Christian Churches, everywhere …") sandten (13. Oktober 2007).